# Taneti Maamau
Taneti Maamau (Onotoa, 19. rujna 1960.), predsjednik otočne države Kiribati.

## Životopis
Rođen je 1960. godine na koraljnom otoku Onotoa. Prije ulaska u politiku bio je đakon Kiribatske protestantske crkve.
Nakon srednjoškolskoga obrazovanja, 1979. godine zapošljava se u Ministarstvu financija, gdje radi u uredu pomoćnika ministra. Nakon smjene vlasti, postaje pomoćnik Ministra obrazovanja i tajnik Ministarstva financija. Tijekom 1980-ih i 1990-ih godina obnašao je više različitih službi u ministarstvima financija, prometa, industrije i poduzetništva te Ministarstvu socijalne skrbi. Nakon što je Anote Tong postao predsjednikom države, daje ostavku na svoju službeničko radno mjesto i pobjedom u svom izbornom okrugu (otok Onotoa) ulazi u Skupštinski dom Kiribatija.
Uoči predsjedničkih izbora 2016. godine dobiva podršku stranke Tobwaan te bivšeg predsjednika Teburora Tita, u čijoj je vladi radio.
Nakon pobjede na izborima, na kojima osvaja preko 20.000 glasova, 11. ožujka 2016. godine preuzima vođenje državom od svog prethodnika Anota Tonga.